# Schlieben

Schlieben  est une ville de Brandebourg (Allemagne), située dans l'arrondissement d'Elbe-Elster.

## Histoire
Pendant la Seconde Guerre mondiale, un camp satellite de Buchenwald est implanté aux abords de la ville : le camp de concentration de Berga.

## Démographie
| Année | Population |
| ----- | ---------- |
| 1875  | 3 374      |
| 1890  | 3 196      |
| 1910  | 2 910      |
| 1925  | 2 778      |
| 1933  | 2 802      |
| 1939  | 2 686      |
| 1946  | 4 427      |
| 1950  | 4 496      |
| 1964  | 3 966      |
| 1971  | 3 974      |

| Année | Population |
| ----- | ---------- |
| 1981  | 3 620      |
| 1985  | 3 562      |
| 1989  | 3 472      |
| 1990  | 3 403      |
| 1991  | 3 351      |
| 1992  | 3 327      |
| 1993  | 3 294      |
| 1994  | 3 258      |
| 1995  | 3 242      |
| 1996  | 3 222      |

| Année | Population |
| ----- | ---------- |
| 1997  | 3 272      |
| 1998  | 3 279      |
| 1999  | 3 207      |
| 2000  | 3 188      |
| 2001  | 3 102      |
| 2002  | 3 069      |
| 2003  | 3 032      |
| 2004  | 2 993      |
| 2005  | 2 930      |
| 2006  | 2 807      |

| Année | Population |
| ----- | ---------- |
| 2007  | 2 775      |
| 2008  | 2 734      |
| 2009  | 2 695      |
| 2010  | 2 665      |
| 2011  | 2 609      |
| 2012  | 2 588      |
| 2013  | 2 564      |

## Personnalités liées à la ville
- Ernst Legal (1881-1955), acteur né à Schlieben.